# ديفيد ر. براينت
ديفيد ر. براينت (بالإنجليزية: David R. Bryant)‏ هو كيميائي أمريكي، ولد في 8 مايو 1936.